# 손 게임

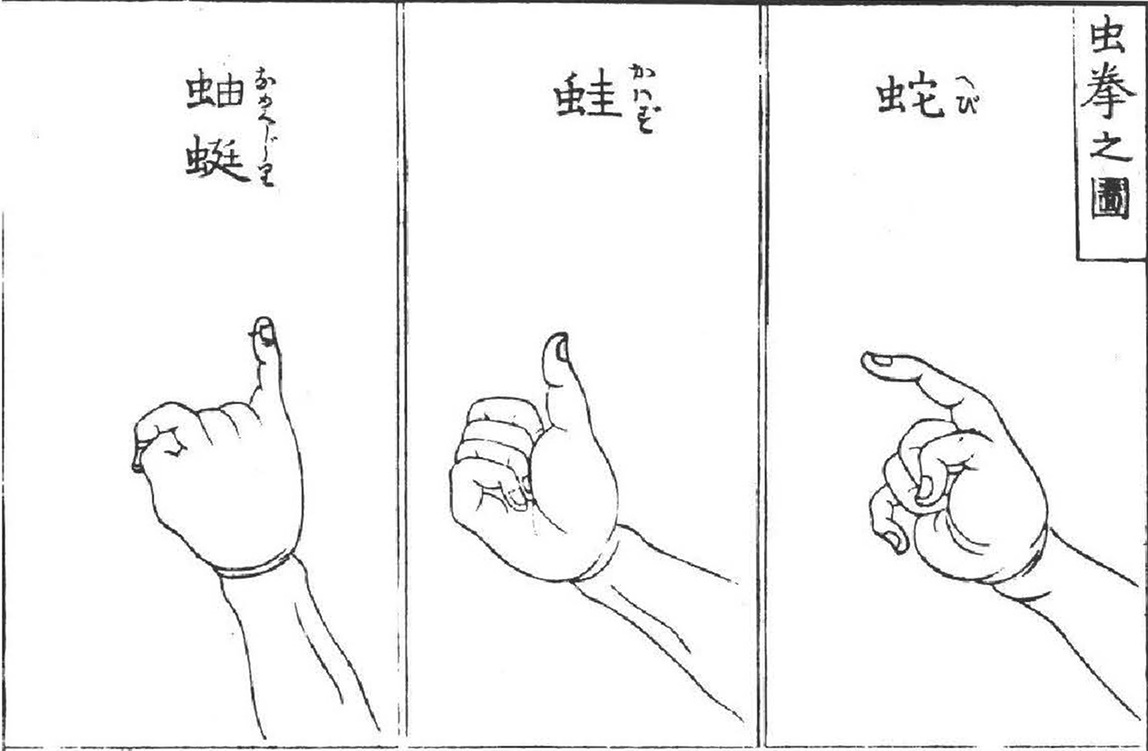
무시켄, 일본의 손 게임 (1809)

손 게임 또는 핸드 게임(hand game)은 플레이어의 손만을 사용하여 하는 게임이다. 손 게임은 전 세계 다양한 문화에 존재하며, 민족음악학 및 음악 교육 분야의 학술 연구에서 관심을 끈다. 손 게임은 전 세계 초등학교 음악 교실에서 음악 문해력 기술과 사회 정서적 학습을 가르치는 데 사용된다.

## 손 게임의 예시
- 젓가락 (막대기)
- 손뼉치기 게임
- 머시
- 모라 (손가락 세기)
- 홀짝
- 팻 어 케이크, 팻 어 케이크, 빵집 아저씨와 그 변형:
  - 메리 맥
- 레드 핸즈 (또는 손바닥 치기 게임)
- 가위바위보
- 엄지씨름 (또는 엄지 레슬링)
- "네 열쇠는 어디에 있니?" (언어 습득 게임)

덜 엄격하게 다음은 손 게임으로 간주될 수 있다.
- 블러디 너클즈
- 핑거스 (음주 게임)
- 잭스
- 칼 게임
- 스펠바인더
- 막대기 도박
- 실뜨기와 같은 실 게임